# Eemaischen

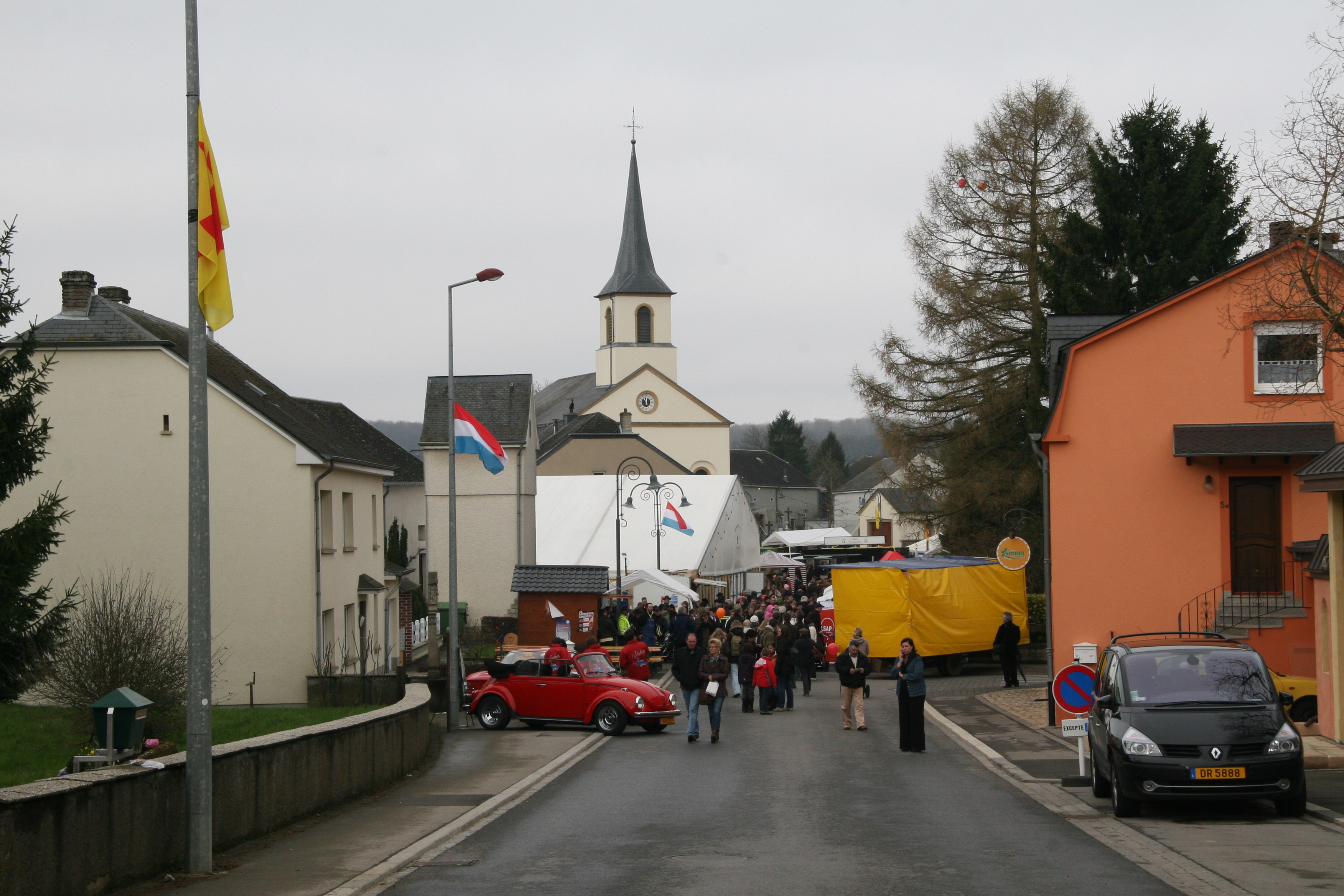
Der Eemaischen in Nospelt (2010)

Eemaischen (auch: Éimaischen) ist die Bezeichnung für einen Markt, der in der Stadt Luxemburg (Fëschmaart) und der Ortschaft Nospelt in Luxemburg einmal jährlich am Ostermontag stattfindet. Die Veranstaltung ist Teil des offiziellen immateriellen Kulturerbes des Landes.

## Name
Der Name Eemaischen bzw. Éimaischen für diese Märkte soll die biblische Stadt Emmaus zurückgehen. Emmaus ist ein in der Bibel erwähnter Ort in der Nähe von Jerusalem. Nach der Geschichte im Lukasevangelium (Lk 24,13–35 ) soll Kleopas und einem weiteren Jünger am Tag nach Pessach, als diese von Jerusalem nach Emmaus gegangen sind, dem auferstandenen Jesus begegnet sein, ohne dass diese ihn jedoch erkannten. Jesus habe ihnen im Gespräch das Alte Testament ausgelegt und erklärt, das Leiden des Messias sei gemäß den Verheißungen der Propheten notwendig gewesen. In Emmaus angekommen, luden sie den für sie immer noch nicht als Jesus erkannten Reisebegleiter ein, die Nacht über bei ihnen zu verbringen. Erst beim Abendmahl, als Jesus das Brot brach, hätten sie in ihm den auferstandenen Jesus erkannt, der jedoch gleich darauf entschwand. Kleopas und der weitere Jünger seien daraufhin noch am selben Abend nach Jerusalem zurückgelaufen, um den Aposteln und den anderen Jüngern von der Begegnung zu berichten.

## Geschichte der Märkte

### Stadt Luxemburg
Die Töpfergilde (Aulebäckeren) feierte am Ostermontag in der Michaelskirche in der Stadt Luxemburg die Zunftmesse. Urkundlich wird der Markt in der Stadt Luxemburg erstmals am 3. April 1827 erwähnt, als auf Anregung des Polizeibeamte Jemp Müllendorf der Schöffenrat entschied, den bisherigen kleinen Markt der Töpfergilde zur Sicherheit der Besucher vor der Michelskirche („Emmaus-Maart“) auf den Fischmarktplatz (lux.: Fëschmaart) zu verlegen. Der erste Markt auf dem Fischmarktplatz fand dann am 16. April 1827 statt. Der Markt findet seither – bis auf eine kurze Unterbrechung durch den Ersten Weltkrieg und Zweiten Weltkrieg auf dem Fischmarktplatz an jedem Ostermontag statt. Der Markt erlebte im Laufe der Jahrzehnte Höhen und Tiefen und wandelte sich vom Töpfermarkt in einen Kitschmarkt. Bis zum Ersten Weltkrieg wurden unter anderem auch Spielsachen aus Ton an den Ständen verkauft. Das Töpferhandwerk in Nospelt verfiel immer stärker, sodass auch die Péckvillercher verschwanden. Schlussendlich kamen immer weniger Besucher in die Altstadt. Seit 1938 wird der Markt durch das Komitee Altstadt (lux.: Comité Alstad) neu und sehr erfolgreich organisiert. Bereits 1902 hatte das Comité Alstad einen eigenen Stand auf der Éimaischen. Während der Zeit der Besatzung durch Nazideutschland wurde der Markt von 1940 bis 1944 auf den Place Guillaume II (volkstümlich: Knuedler) verlegt.
Besondere Bekanntheit erlangten die Keramikpfeifen (Péckvillercher), die auf dem Markt verkauft wurden und werden. Inzwischen werden zudem nicht nur Töpferwaren, sondern auch anderes Kunsthandwerk verkauft und gehören Musikdarbietungen, folkloristische Beiträge und Essensstände dazu.

### Nospelt
Seit 1957 wird ein solcher Markt (Eemaischen) auch in Nospelt (lux.: Nouspelt) veranstaltet, wobei damit auf die Geschichte Nospelts mit dem Töpferhandwerk Bezug genommen wird. Die hier zum Verkauf angebotenen rotbraunen Keramikpfeifen (Péckvillercher) sind limitiert und haben eine eigene Seriennummer. Diese sollen in Sammlerkreisen sehr begehrt sein. Die Herstellung erfolgt teilweise im Raku-Verfahren. 2018 wurden etwa 4000 Gegenstände aus Ton auf dem Markt verkauft.